# Хейс (река)
Хейс (англ. Hayes River) — река на северо-востоке провинции Манитоба (Канада). Длина реки — 483 км. Площадь водосборного бассейна — 108 000 км. Средний расход воды — 590 м³/с.

## География
Берёт начало в озере Молсон на высоте 221 м и течёт на северо-восток через крупные озера Оксфорд и Ни. Впадает в Гудзонов залив восточнее устья реки Нельсон.
Река Хейс является самой длинной рекой Манитобы, сохранившей в неприкосновенности свою природу. На реке нет плотин и река свободно течёт по своему руслу, как и много тысяч лет назад, через озёра, глубокие долины и ущелья, создавая по пути быстрины, пороги и водопады.
Главные притоки: левый — Фокс, правый — Годс.

## Природа
Природные условия в истоках реки и в её устье значительно отличаются. По мере продвижения с юга на север густые хвойные леса по обоим берегам реки сменяются болотами и чахлыми рощицами чёрной ели и американской лиственницы, а затем и пустынной, безлесой тундрой. Животный мир представлен оленями карибу, росомахами, бурыми и белыми медведями, белухами, белоголовыми орланами, белыми чайками и другими видами млекопитающих и птиц. В реке водятся осетровые, американская палия, северная щука, судак, окунь, сиг, озёрная и речная форель.

## История
Задолго до появления европейцев на берегах реки коренное население использовало реку для передвижения. После прибытия европейцев в Северную Америку река стала важной транспортной артерией Канады. В 1684 году река была названа в честь лорда Джеймса Хейса французским исследователем Пьером-Эспри Радиссоном, но отдельные участки реки имели другие названия: Траут, Бурбон, Джек Тент, Фэктори, Стил, Рэббит, Хилл Ривер, Ривьер-ду-Рок. В устье реки компания Гудзонова залива в 1684 году основала факторию Йорк-Фэктори, которая служила её штаб-квартирой на севере континента до 1957 года.
Так как маршрут по реке был одним из основных на пути к Северу, то многие из известных исследователей Канады путешествовали по Хейсу, в том числе Генри Келси, первый европеец, увидевший Канадские прерии; Давид Томпсон, который нанёс на карты огромные пространства необжитых территорий; Сэмюэль Хирн во время его легендарных поездок через бесплодные земли. Путешествовали здесь и картографы Компании Гудзонова залива Питер Фидлер и Филипп Тернер, легендарный исследователь лорд Джон Франклин и знаменитый картограф и геолог Джозеф Берр Тиррелл.
В настоящее время река популярна у каноистов и байдарочников, которые коротким летом путешествуют по реке. Развито спортивное и любительское рыболовство.
В 2006 году река Хейс включена в Список охраняемых рек Канады.